# 30. ročník udílení Nickelodeon Kids' Choice Awards
30. ročník udílení cen Nickelodeon Kids' Choice Awards se konal 11. března 2017 v The Forum v Inglewoodu v Kalifornii. Moderátorem večera byl John Cena. Nominace byly oznámeny 2. února 2017.

## Vítězové a nominovaní

### Film
| Nejoblíbenější film | Nejoblíbenější filmový herec |
| --- | --- |
| Krotitelé duchů - Batman v Superman: Úsvit spravedlnosti - Captain America: Občanská válka - Můj kamarád drak - Rogue One: A Star Wars Story - Želvy Ninja 2 | Chris Hemsworth jako Kevin – Krotitelé duchů - Ben Affleck jako Batman– Batman v Superman: Úsvit spravedlnosti - Will Arnett jako Vernon – Želvy Ninja 2 - Henry Cavill jako Superman – Batman v Superman: Úsvit spravedlnosti - Robert Downey Jr. jako Iron Man – Captain America: Občanská válka - Chris Evans jako Captain America – Captain America: Občanská válka                                        |
| Nejoblíbenější filmová herečka | Nejoblíbenější animovaný film |
| Melissa McCarthy jako Abby – Krotitelé duchů - Amy Adamsová jako Lois – Batman v Superman: Úsvit spravedlnosti - Megan Fox jako April – Želvy Ninja 2 - Scarlett Johanssonová jako Black Widow – Captain America: Občanská válka - Felicity Jones jako Jyn – Rogue One: A Star Wars Story - Kristen Wiigová jako Erin – Krotitelé duchů | Hledá se Dory - Odvážná Vaiana: Legenda o konci světa - Zpívej - Tajný život mazlíčků - Trollové - Zootropolis: Město zvířat |
| Nejoblíbenější hlas v animovaném filmu | Nejoblíbenější zloduch |
| Ellen DeGeneresová jako Dory – Hledá se Dory - Kevin Hart jako Snížek– Tajný život mazlíčků - Dwayne Johnson jako Maui – Odvážná Vaiana: Legenda o konci světa - Anna Kendrick jako Poppy – Trollové - Justin Timberlake jako Branch – Trollové - Reese Witherspoonová jako Rosita – Zpívej | Kevin Hart jako Snížek – Tajný život mazlíčků - Helena Bonham Carterová jako Srdcová královna – Alenka v říši divů: Za zrcadlem - Idris Elba jako Krall – Star Trek: Do neznáma - Will Ferrell jako Mugatu – Zoolander No. 2 - Charlize Theronová jako Ravenna – Lovec: Zimní válka - Spencer Wilding jako Darth Vader – Rogue One: A Star Wars Story                                                          |
| Nejlepší nakopávač zadků | Nejoblíbenější nejlepší kamarádi |
| Chris Evans jako Captain America – Captain America: Občanská válka - Ben Affleck jako Batman– Batman v Superman: Úsvit spravedlnosti - Henry Cavill jako Superman – Batman v Superman: Úsvit spravedlnosti - Chris Hemsworth jako Lovec – Lovec: Zimní válka - Scarlett Johanssonová jako Black Widow – Captain America: Občanská válka - Felicity Jones jako Jyn – Rogue One: A Star Wars Story - Jennifer Lawrenceová jako Mystique – X-Men: Apokalypsa - Zoe Saldana jako poručík Uhura – Star Trek: Do neznáma | Kevin Hart a Dwayne Johnson jako Bob a Calvin – Centrální inteligence - Ruby Barnhill a Mark Rylance jako Sophie a Obr dobr– Obr Dobr - Kevin Hart a Ice Cube jako Ben a James – Poldův švagr - Chris Pine a Zachary Quinto jako kapitán Kirk a Spock – Star Trek: Do neznáma - Neel Sethi a Bill Murray jako Mowgli a Baloo – Kniha džunglí - Ben Stiller a Owen Wilson jako Derek a Hansel – Zoolander No. 2 |
| Nejoblíbenější nepřátelé | Nejvíce chtěné zvířátko |
| Ginnifer Goodwin a Jason Bateman jako Judy a Nick – - Anna Kendrick a Justin Timberlake jako Poppy a Branch – Trollové - Ben Affleck a Henry Cavill jako Batman a Superman – Batman v Superman: Úsvit spravedlnosti - Chris Evans a Robert Downey Jr. jako Captain America a Iron Man – Captain America: Občanská válka - Dwayne Johnson a Auli’I Cravalho jako Moana a Maui – Odvážná Vaiana: Legenda o konci světa - Charlize Theronová a Emily Bluntová jako Ravenna a Freya – Lovec: Zimní válka | Snížek – Tajný život mazlíčků (Kevin Hart) - Baloo – Kniha džunglí (Bill Murray) - Dory – Hledá se Dory (Ellen DeGeneresová) - Po – Kung Fu Panda 3 (Jack Black) - Red – Angry Birds ve filmu (Jason Sudeikis) - Rosita – Zpívej (Reese Witherspoonová) |
| Nejoblíbenější skupina | |
| Hledá se Dory – Ellen DeGeneresová, Albert Brooks, Kaitlin Olson, Hayden Rolence, Willem Dafoe, Ed O’Neill, Ty Burrell, Eugene Levy - Batman v Superman: Úsvit spravedlnosti – Chris Evans, Robert Downey Jr., Scarlett Johanssonová, Sebastian Stan, Anthony Mackie, Don Cheadle, Jeremy Renner, Chadwick Boseman - Krotitelé duchů – Melissa McCarthy, Kristen Wiigová, Kate McKinnonová, Leslie Jones - Rogue One: A Star Wars Story – Felicity Jones, Forest Whitaker, Diego Luna, Ben Mendelsohn, Alan Tudyk, Donnie Yen, Riz Ahmed, Mads Mikkelsen - Želvy Ninja 2 – Noel Fisher, Jeremy Howard, Pete Ploszek, Alan Ritchson - X-Men: Apokalypsa– James McAvoy, Michael Fassbender, Jennifer Lawrenceová, Nicholas Hoult, Evan Peters, Tye Sheridan, Ben Hardy, Kodi Smit-McPhee, Sophie Turner, Alexandra Shipp, Olivia Munnová | |

### Televize
| Nejoblíbenější dětský televizní seriál | Nejoblíbenější rodinný televizní seriál |
| --- | --- |
| Henry Nebezpečný - Změna hry - Riley ve velkém světě - Super Thundermanovi | Zase máme plný dům - Teorie velkého třesku - Black-ish - Agenti S.H.I.E.L.D. - Supergirl - The Flash - Nicky, Ricky, Dicky a Dawn |
| Nejoblíbenější televizní herec – rodinná show | Nejoblíbenější animovaný seriál |
| Amerika má talent - Fórky a vtípky - Ninja faktor po americku - Paradise Run - Shark Tank - The Voice | SpongeBob v kalhotách - Alvin a Chipmunkové - Mladí Titáni do toho! - Želvy ninja - Gumballův úžasný svět - Hlasiťákovi |
| Nejoblíbenější televizní herec – dětská show | Nejoblíbenější televizní herečka |
| Jace Norman jako Henry – Henry Nebezpečný - Benjamin Flores Jr. jako Triple G – Změna hry - Aidan Gallagher jako Nicky – Nicky, Ricky, Dicky a Dawn - Jack Griffo jako Max – Super Thundermanovi - Casey Simpson jako Ricky – Nicky, Ricky, Dicky a Dawn - Tyrel Jackson Williams jako Leo – Laboratorní krysy | Zendaya jako K.C. – Tajný život K.C. - Rowan Blanchard jako Riley – Riley ve velkém světě - Dove Cameron jako Liv a Maddie – Liv a Maddie - Lizzy Greene jako Dawn – Nicky, Ricky, Dicky a Dawn - Kira Kosarin jako Phoebe – Super Thundermanovi - Breanna Yde jako Tomika – Škola ro(c)ku |

### Hudba
| Nejoblíbenější hudební skupina                                                                                            | Nejoblíbenější zpěvák |
| --- | --- |
| Fifth Harmony - The Chainsmokers - Maroon 5 - OneRepublic - Pentatonix - Twenty One Pilots                                | Shawn Mendes - Drake - Justin Bieber - Bruno Mars - Justin Timberlake - The Weeknd |
| Nejoblíbenější zpěvačka                                                                                                   | Písnička roku |
| Selena Gomezová - Adele - Beyoncé - Ariana Grande - Rihanna - Meghan Trainorová                                           | Work from Home – Fifth Harmony ft. Ty Dolla $ign - 24K Magic – Bruno Mars - Can’t Stop the Feeling! – Justin Timberlake - Heathens – Twenty One Pilots - Send My Love (To Your New Lover) – Adele - Side to Side – Ariana Grande ft. Nicki Minaj |
| Objev roku | Nejoblíbenější hudební video |
| Twenty One Pilots - Kelsea Ballerini - The Chainsmokers - Daya - Lukas Graham - Solange - Rae Sremmurd - Hailee Steinfeld | Side To Side - Ariana Grande ft. Nicki Minaj - 24K Magic – Bruno Mars - Can’t Stop The Feeling! – Justin Timberlake - Formation – Beyoncé - Me Too – Meghan Trainorová - Stressed Out – Twenty One Pilots                                        |
| Nejoblíbenější DJ/EDM umělec                                                                                              | Nejoblíbenější soundtrack |
| Calvin Harris - Martin Garrix - Major Lazer - Skrillex - DJ Snake - Zedd                                                  | Sebevražedný oddíl - Hamilton - Než jsem tě poznala - Odvážná Vaina: Legenda o konci světa - Zpívej - Trollové |
| Nejoblíbenější virální umělec                                                                                             | Nejoblíbenější globální hudební hvězda |
| JoJo Siwa - Tiffany Alvord - Matty B - Carson Lueders - Johnny Orlando - Jacob Sartorius                                  | Little Mix (Velká Británie) - 5 Seconds of Summer (Austrálie/Nový Zéland) - Big Bang (Asie) - Bruno Mars (Severní Amerika) - Shakira (Jižní Amerika) - Zara Larsson (Evropa)                                                                     |

### Ostatní
| Nejoblíbenější videohra |
| --- |
| Just Dance 2017 - Lego Marvel’s Avengers - Lego Star Wars: The Force Awakens - Minecraft: Story Mode - Mario: Color Splash - Pokémon Moon |